# Huelva (stad)

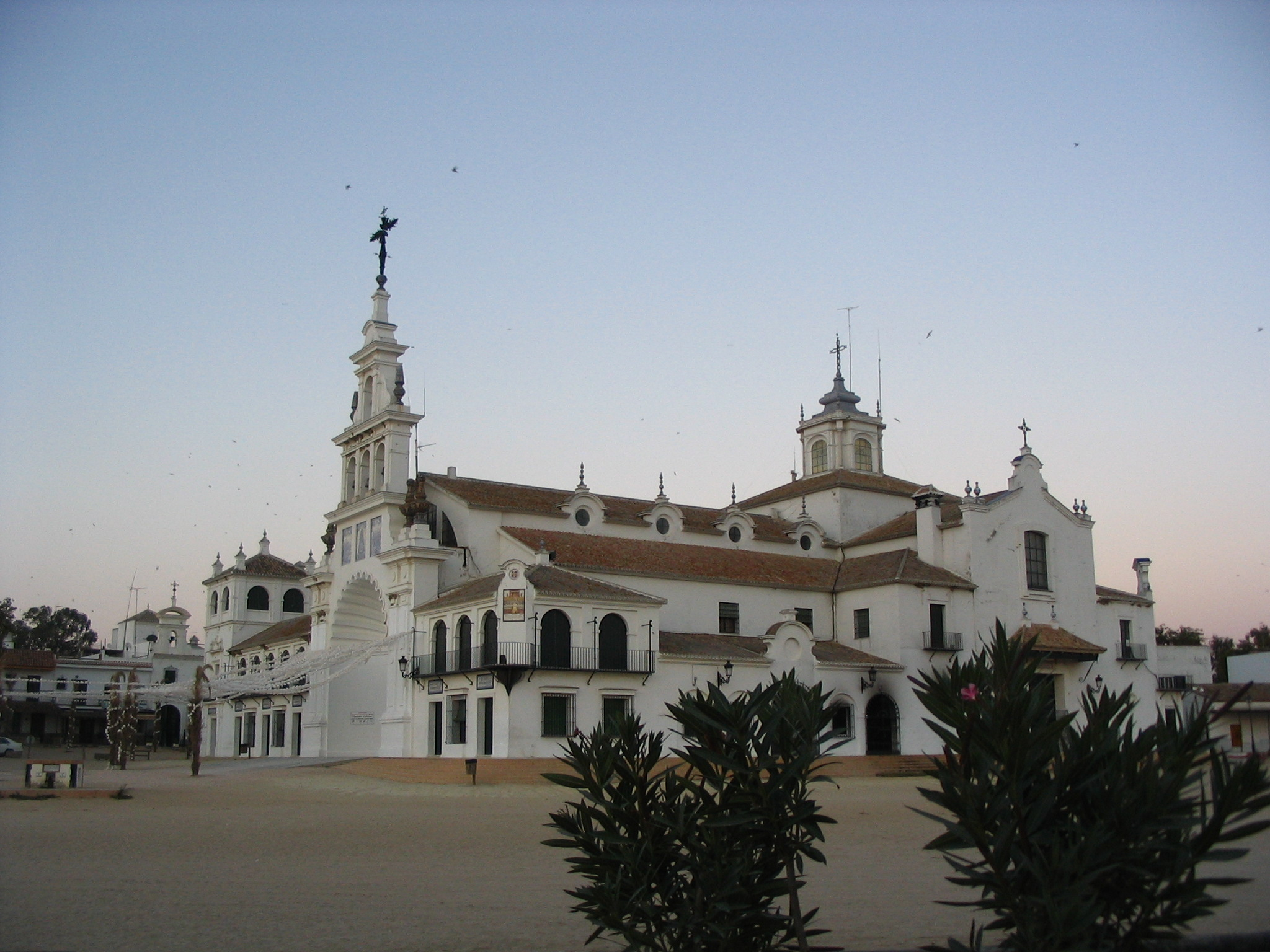
Ermita del Rocío in El Rocío in de gemeente Huelva

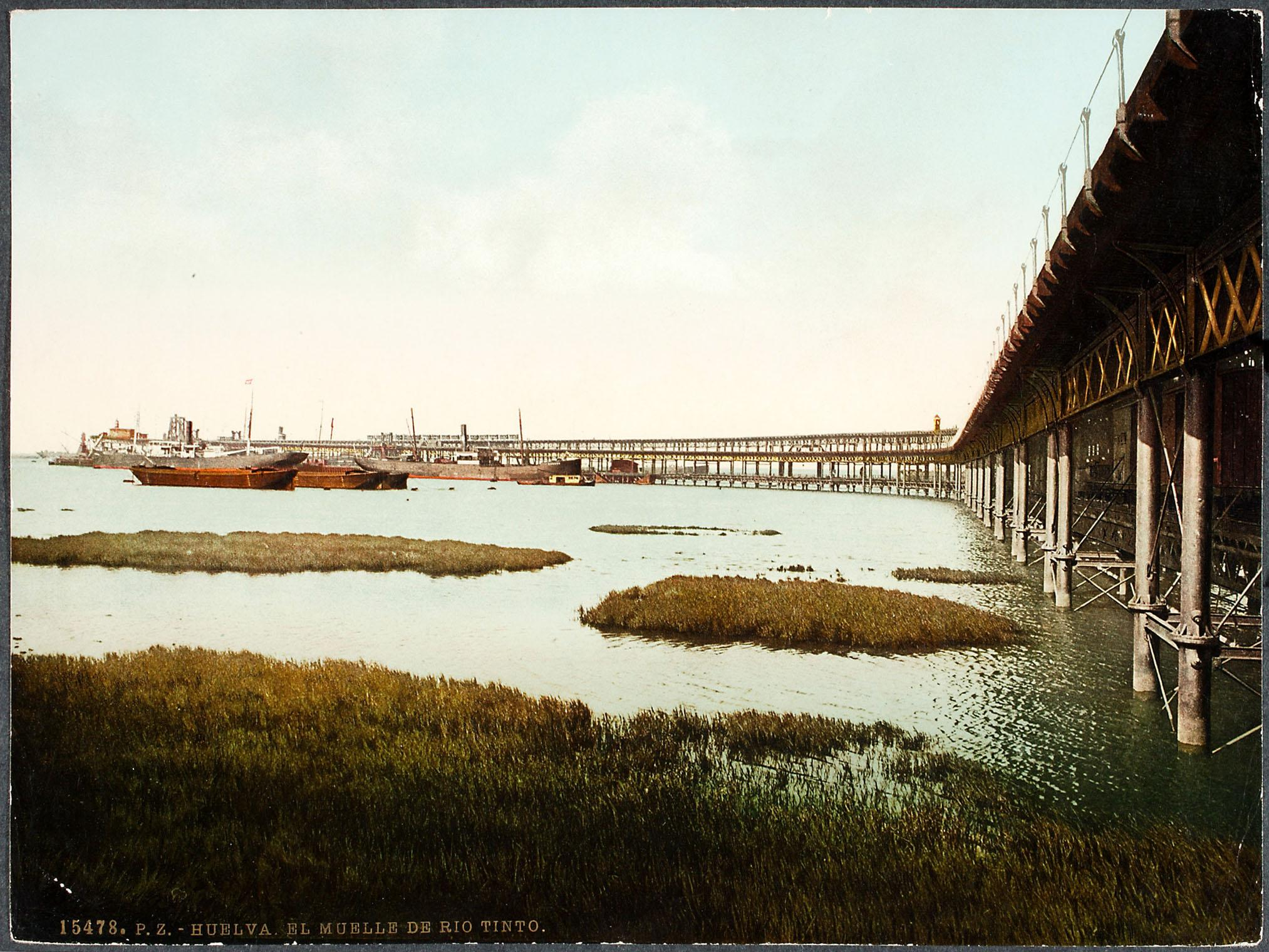
Een pier van Rio Tinto voor de kust van Huelva (1880)

Huelva is een gemeente in de Spaanse provincie Huelva in de regio Andalusië met een oppervlakte van 151 km². In 2010 telde Huelva 149.310 inwoners (INE).
Het is de hoofdstad van de gelijknamige provincie, die zich bevindt bij de samenvloeiing van de rivieren Tinto en Odiel, zo'n 90 km ten westen van Sevilla, de hoofdstad van Andalusië. De stad heeft goede verbindingen via snelwegen met Sevilla en Faro in Portugal, die beide over een vliegveld beschikken.
De stad is sinds 1953 de zetel van het rooms-katholieke bisdom Huelva.

## Geschiedenis
De stad is een trefpunt geweest van verschillende culturen en beschavingen. De plaats was gunstig gelegen aan het estuarium van de Río Tinto met zijn rijke mijnen. De historici beschouwen het jaar 1000 v.Chr. als de stichting van Huelva door de Feniciërs met de naam Onoba (Onos Baal = de vestiging van God). In de 7e eeuw was de plaats een centrum van de Tartessiaanse cultuur, een inheemse cultuur beïnvloed door de Fenicische en Griekse handelaren die haar zaken deden. De Romeinen bouwden de haven verder uit voor de export van zilver en koper. Zij noemden de stad Onuba Æstuaria en legden in de 1e eeuw een aquaduct aan dat de stad van drinkwater voorzag. Na de verovering van Spanje door de Moren stond de stad bekend als Ghelbah. De haven handelde voornamelijk met Noord-Afrikaanse havens. 
Koning Alfonso X veroverde de stad op de Moren en Huelva viel eerst onder het Sevilla en later onder de hertogen van Medina-Sidonia. De haven beleefde een bloeitijd dankzij de handel met de Nieuwe Wereld. Zelf beweert de stad, dat de ontdekkingsreiziger Christoffel Columbus in 1492 vanuit haar haven is uitgevaren om door het westen Indië te zoeken. In 1755 leed de stad grote schade bij de aardbeving die Lissabon verwoestte.
In 1833 werd Huelva een provinciehoofdstad. Tijdens de 19e eeuw werd de mijnbouw steeds belangrijker. Op 8 december 1872 werd een organisatie opgericht die het beheer van de haven op zich nam, met plannen voor een flinke uitbreiding. In 1875 werd een spoorlijn geopend die het mijnbouwgebied rondom Minas de Riotinto met de haven van Huelva verbond. Rio Tinto en andere Britse mijnbedrijven bouwden de haven uit en ontwikkelden de regio. De stad onderging in de loop van de 19e eeuw een gedaanteverandering door de bouw van luxueuze gebouwen zoals het Gran Teatro en het Casa Colón.
Vanaf de jaren 1950 won de petrochemische industrie aan belang. In 2023 werd 30 miljoen ton vracht via de haven aan- en afgevoerd, waarvan driekwart vloeibare lading, met name aardolie en olieproducten. Iets meer dan 2000 zeeschepen deden de haven aan in datzelfde jaar. Het was de zevende haven van Spanje, gemeten naar het overslagvolume.

## Demografische ontwikkeling
Bron: INE; 1857-2011: volkstellingen
Opm: Bevolkingscijfers in duizendtallen

## Sport
Recreativo Huelva is de professionele voetbalclub van Huelva en de oudste voetbalclub in Spanje. Recreativo Huelva speelt in het Estadio Nuevo Colombino. De club speelde enkele seizoenen op het hoogste Spaanse niveau, de Primera División.
In 2004 werd een nieuw atletiekstadion geopend in het oosten van de stad, bij de campus van de Universiteit van Huelva. In dit stadion vond het elfde Iberisch-Amerikaanse Kampioenschap plaats, waaraan Spaans- en Portugeessprekende landen uit Europa, Afrika en America meededen. Sindsdien wordt jaarlijks in juni een internationale atletiekmeeting georganiseerd. Aan de 18e editie in 2023 deden 215 atleten uit 43 landen mee. De wedstrijd was onderdeel van de World Athletics Continental Tour Bronze 2023.

## Geboren
- Sixto Jiménez (1962), volleyballer en beachvolleyballer
- Carolina Marín (1993), badmintonster

Albacete · Alicante · Almería · Ávila · Badajoz · Badalona · Barcelona · Bilbao · Burgos · Cáceres · Cádiz · Cartagena · Castelló de la Plana · Ceuta · Ciudad Real · Córdoba · A Coruña · Cuenca · Elche/Elx · Gijón · Girona · Granada · Guadalajara · L'Hospitalet de Llobregat · Huelva · Huesca · Jaén · Jerez de la Frontera · León · Lleida · Logroño · Lugo · Madrid · Málaga · Melilla · Mérida · Móstoles · Murcia · Oviedo · Ourense · Palencia · Palma · Las Palmas de Gran Canaria · Pamplona · Pontevedra · Sabadell · Salamanca · San Sebastián · Santa Cruz de Tenerife · Santander · Santiago de Compostella · Segovia · Sevilla · Soria · Tarragona · Terrassa · Teruel · Toledo · Valencia · Valladolid · Vigo · Vitoria-Gasteiz · Zamora · Zaragoza